# Ioulia Vyssotskaïa
Pour les articles homonymes, voir Vyssotskaïa.
Ioulia Aleksandrovna Vyssotskaïa (ou Julia Vysotsky ; en russe : Юлия Александровна Высоцкая) (née le 16 août 1973 à Novotcherkassk, dans l'oblast de Rostov, en Russie, alors partie de l'URSS) est une actrice et animatrice de télévision soviétique puis russe.

## Biographie
Après une scolarité secondaire à Bakou, Ioulia Vyssotskaïa fait ses études au département d'art dramatique de l'Académie biélorusse des Beaux-Arts (Белорусская государственная академия искусств) (diplômée en 1995) puis à l'Académie de Musique et d'Art dramatique de Londres (diplômée en 1998). Elle a travaillé au Théâtre national académique de Biélorussie Ianka Koupala (Нацыянальны акадэмiчны тэатр імя Янкi Купалы). Elle a eu son premier rôle au cinéma en 1992. 
Elle a reçu le Prix de la meilleure actrice au festival "Vive le cinéma russe !" pour son rôle dans La Maison de fous. 
Sa carrière se poursuit au théâtre, au cinéma et à la télévision. Depuis 2003, elle présente l'émission culinaire Faisons à manger à la maison ! et l'émission matinale Petits-déjeuners avec Ioulia Vyssotskaïa sur NTV.
Auteur de plusieurs livres de cuisine devenus bestsellers en Russie, Vyssotskaïa est le rédacteur en chef de la revue culinaire KhlebSol (ХлебСоль), depuis 2009.

## Filmographie
- 1992 : Les enchantés (Заколдованные) : une fille du débat
- 1992 : Partir et ne pas revenir (Пойти и не вернуться) : Zosia
- 1995 : Le Jeu de l'imagination (Игра воображения) de Mikhail Ptachouk et Emil Braginski : Jenia
- 2002 : Max de Menno Meyjes : Hildegard
- 2002 : La Maison de fous d'Andreï Kontchalovski : Janna Timofeïeva
- 2003 : Le Lion en hiver (TV) : Alais
- 2005 : Le Décaméron du soldat (Солдатский декамерон) d'Andreï Prochkine : Vera
- 2006 : La première règle de la Reine (Первое правило королевы) : Nina Seliverstova
- 2007 : Gloss d'Andreï Kontchalovski : Galia
- 2007 : Premiya Muz (Премия Муз) (TV) : elle-même - présentatrice
- 2010 : The Nutcracker in 3D (Le Casse-noisette 3D) d'Andreï Kontchalovski : la mère, la fée des neiges
- 2016 : Paradis (Рай) d'Andreï Kontchalovski : Olga
- 2019 : Michel-Ange (Il peccato) d'Andreï Kontchalovski : la dame à l'hermine
- 2020 : Dear Comrades Chers Camarades !  (Дорогие товарищи, Dorogie tovarishchi) d'Andreï Kontchalovski

## Théâtre

### Théâtre national académique de Biélorussie Ianka Koupala
- 1993 : La Cantatrice chauve d' Eugène Ionesco : Mme Smith
- 1995 : La Paix du dimanche (Look Back in Anger) de John Osborne : Alison
- 1995 : L'Étoile sans nom  (Steaua fără nume) de Mihail Sebastian : Mona
- 2002 : L'amour est un livre d'or, pièce inspirée des œuvres de Tolstoï

### Théâtre de la Ville de Moscou (Mossovet)
- 2004 :  La Mouette (Anton Tchekhov) - Nina Zaretchnaïa
- 2009 - aujourd'hui : Oncle Vania  (Anton Tchekhov) - Sonia

### Théâtre sur Malaïa Bronnaïa
- 2005 et 2009 : Mademoiselle Julie Strindberg - Mademoiselle Julie

## Vie privée
Son premier mari, dont elle a divorcé en 1995, était son camarade d’études l'acteur russo-biélorusse Anatoli Leonidovitch Kot (né en 1973).
Elle est devenue en 1998 la quatrième épouse d'Andreï Kontchalovski. Ils ont une fille, Maria (Macha) (1999), et un fils, Piotr (2003).

## Récompenses et nominations

### Récompenses
- Prix de la meilleure actrice pour son rôle dans la pièce de John Osborne La Paix du dimanche (Look Back in Anger)
- Prix de la meilleure actrice au festival "Vive le cinéma russe !" pour son rôle dans La Maison de fous
- En 2007, son émission Faisons à manger à la maison ! a reçu le prestigieux TEFI décerné pour un programme de divertissement.
- En 2009, le programme Faisons à manger à la maison ! s'est vu décerner le prix « Approuvé par les écologistes russes » en reconnaissance pour son travail de promotion d'un mode de vie sain.
- En 2016, elle reçoit le prix du meilleur rôle féminin au 54e Festival international du film de Gijón.
- En 2017, elle reçoit l'Aigle d'or et le Nika du meilleur rôle féminin pour le rôle dans Paradis.